# Малороссийский приказ

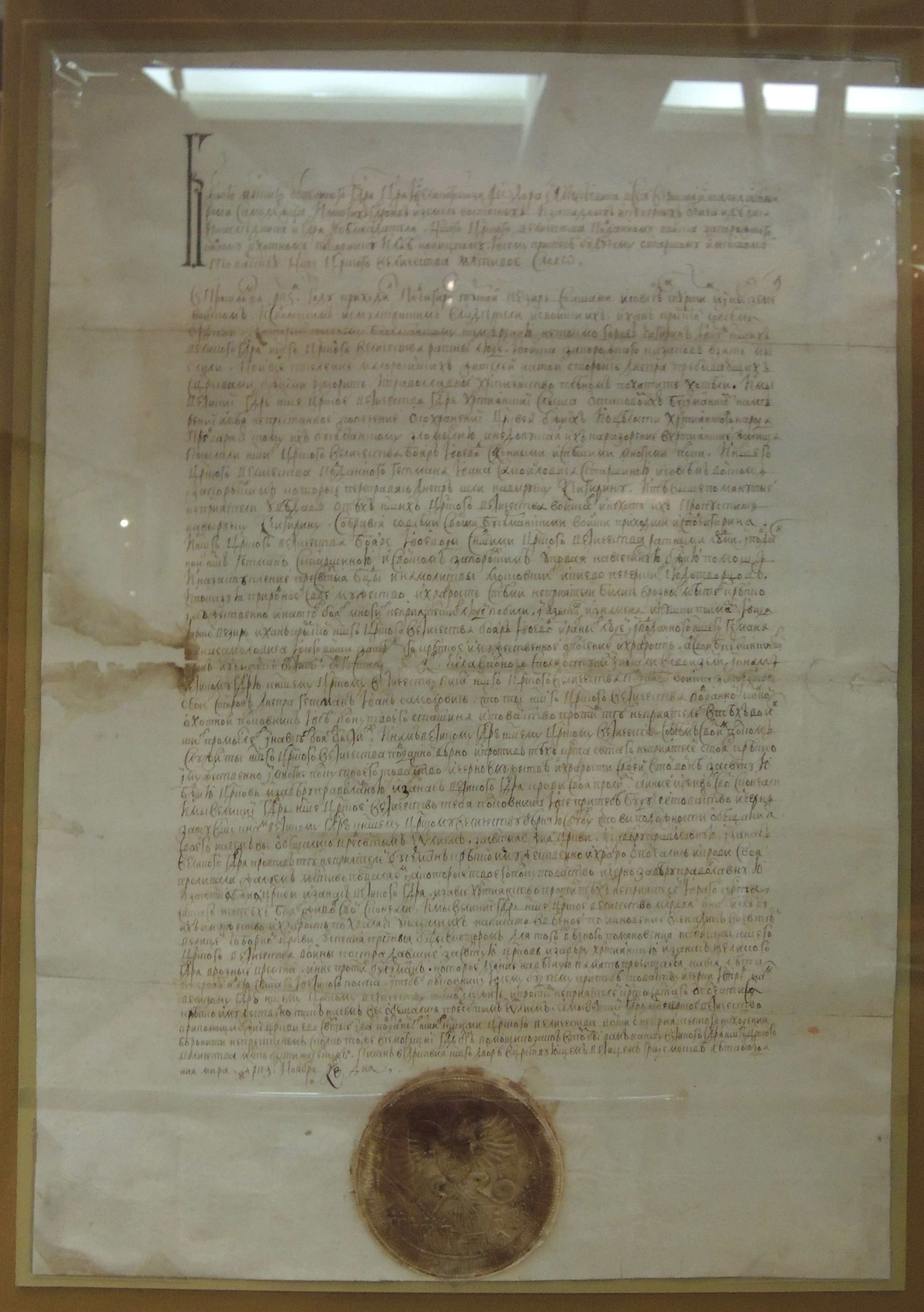
Грамота царя Федора Алексеевичу всему Запорожскому войску во главе с конным охотником Ильей Новицким. Благодарность за совместную борьбу с турками во время Чигиринского похода и обещание помощи на будущее. 1679. Прикладная печать Малороссийского приказа. РГАДА

Малоросси́йский прика́з или Прика́з Ма́лой Росси́и — центральное государственное учреждение. Создан в 1662 году в Москве для управления территориями Левобережной Украины (Глухов, Киев, Нежин, Немиров, Новгород-Северский, Переяслав, Погар, Почеп, Ромны, Стародуб, Чернигов, Чигирин).
Был подчинен Посольскому приказу, имел собственное делопроизводство и штат. В 1662—1670 гг. возглавлялся боярином П. М. Салтыковым, думным дворянином А. С. Матвеевым; с 22 февраля 1671 года — главой Посольского приказа.
Малороссийский приказ контролировал внутри- и внешнеполитическую деятельность гетманов, управлял разведкой и контрразведкой, материальным обеспечением войск, строительством крепостей на территории Малороссии, передвижением иностранцев и жителей Малороссии, пленными. Через Малороссийский приказ осуществлялась финансирование Войска Запорожского  и православного духовенства.

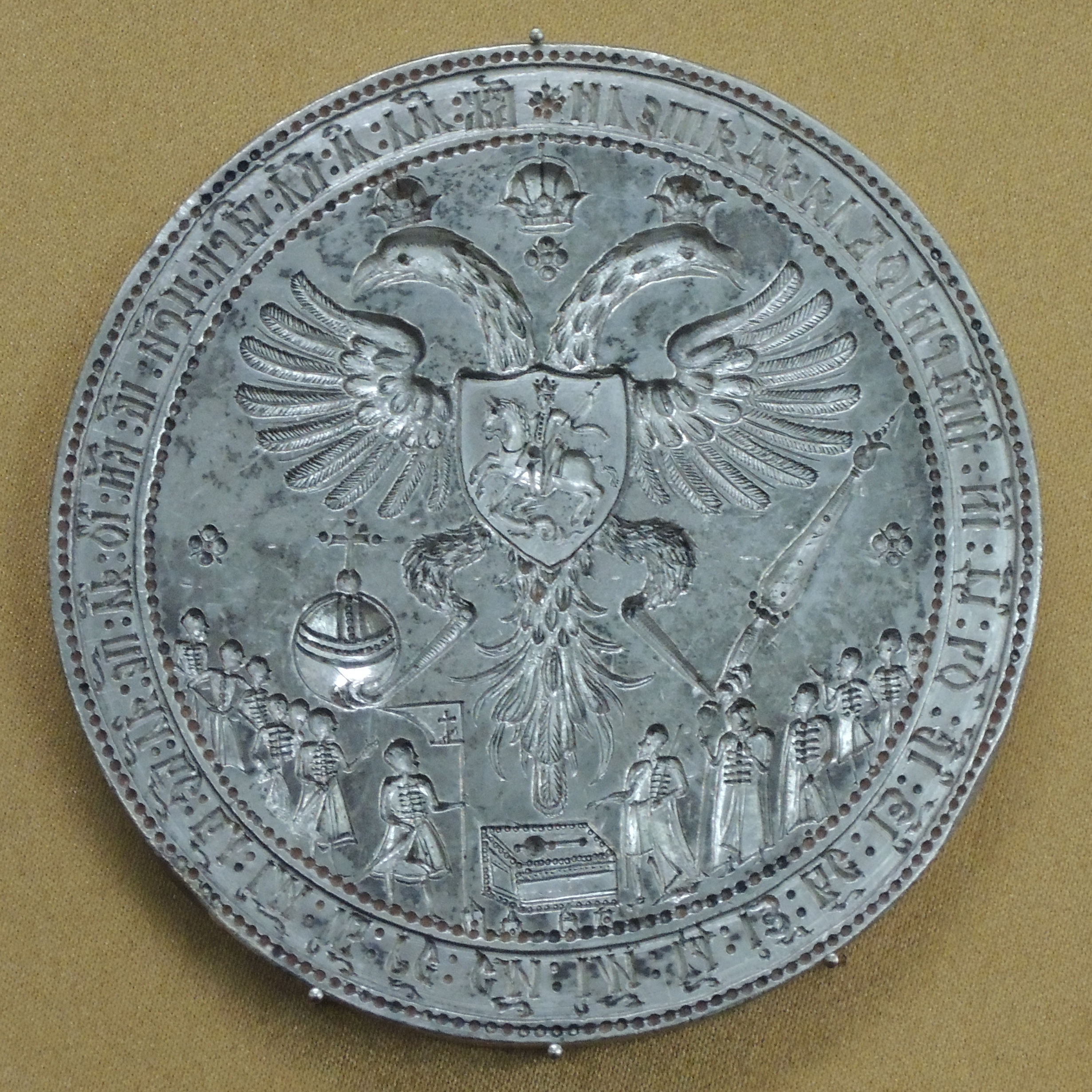
Печать малороссийского приказа, серебро, 1696. ГИМ

Упразднен в апреле 1722 года с передачей полномочий Малороссийской коллегии в Глухове и Канцелярии министерского правления (представительство царя при гетмане).

## Функции
- Основные:
- Изначально поддерживал связи от имени царя с гетманским правительством и представителями в Москве;
- Держал царя в курсе событий;
- Собирал воедино известную информацию;
- Руководил и снабжал московские гарнизоны в нескольких городах гетманства;
- Смягчал конфликты между ними и людьми;
- Руководил строительством крепостей и мостов;
- Заботился об интересах русских купцов в Украине;
- Выдавал разрешения на въезд;
- Занимался урегулированием юрисдикционных споров.

Дополнительные:
- Контроль административных учреждений гетманского государства;
- Слежка за перепиской гетмана с иностранными правителями;
- Возможность пересмотреть назначения гетмана;
- Возможность ко вмешательству в дела православной церкви на Украине.